# Berilovac
Berilovac (en serbe cyrillique : Бериловац) est une localité de Serbie située dans la municipalité de Pirot, district de Pirot. Au recensement de 2011, elle comptait 1 819 habitants.
Berilovac est officiellement classé parmi les villages de Serbie.

## Démographie

### Évolution historique de la population
| 1948 | 1953 | 1961 | 1971 | 1981  | 1991  | 2002  | 2011  |
| ---- | ---- | ---- | ---- | ----- | ----- | ----- | ----- |
| 622  | 608  | 563  | 687  | 1 051 | 1 632 | 1 933 | 1 819 |

|  |